# Anna Karina
Anna Karina (tên khai sinh Hanne Karin Blarke Bayer; 22 tháng 9 năm 1940 - 14 tháng 12 năm 2019) sinh tại Đan Mạch, bây giờ là công dân Pháp, nữ diễn viên phim, đạo diễn và biên kịch, người đã dành hầu hết cuộc đời làm việc của mình tại Pháp. Cô nổi tiếng qua các phim The Little Soldier (1960), A Woman Is a Woman (1961), Vivre sa vie (1962), và Alphaville (1965) do Jean-Luc Godard đạo diễn. Với phim A Woman Is a Woman, Anna Karina giành giải nữ diễn viên xuất sắc nhất Liên hoan phim Berlin.

## Các phim đã đóng
- Pigen og skoene (1959)
- Petit jour (1960)
- Le petit soldat (1960)
- Une femme est une femme (1961)
- Ce soir ou jamais (1961)
- Cléo from 5 to 7 (1962)
- She'll Have to Go (1962)
- Le Soleil dans l'oeil (1962)
- Vivre sa vie: Film en douze tableaux (1962)
- Les Quatre vérités (1962)
- Shéhérazade (1963)
- Dragées au poivre (1963)
- Le Voleur de Tibidabo (1964)
- Bande à part (1964)
- La Ronde (1964)
- De l'amour (1964)
- Alphaville (1965)
- Un mari à un prix fixe (1965)
- Le Soldatesse (1965)
- Pierrot le fou (1965)
- La Religieuse (1966)
- Made in U.S.A. (1966)
- Anna (1967)
- Zärtliche Haie (1967)
- Le Plus vieux métier du monde (1967)
- Lamiel (1967)
- Lo Straniero (1967)
- The Magus (1968)
- Before Winter Comes (1969)
- Michael Kohlhaas - Der Rebell (1969)
- Laughter in the Dark (1969)
- Justine (1969)
- Le Temps de mourir (1970)
- L'Alliance (1971)
- Rendez-vous à Bray (1971)
- Carlos (1971)
- The Salzburg Connection (1972)
- Pane e cioccolata (1973)
- Vivre ensemble (1973)
- L'Invenzione di Morel (1974)
- L'Assassin musicien (1975)
- Les Oeufs brouillés (1976)
- Le voyage à l'étranger (1976)
- La vie en pièces (1976)
- Chinesisches Roulette (1976)
- Ausgerechnet Bananen (1978)
- Chaussette surprise (1978)
- Olyan mint otthon (1978)
- L'éblouissement (1979)
- Historien om en moder (1979)
- Charlotte, dis à ta mère que je l'aime (1980)
- Also es war so... (1980)
- Chambre 17 (1981)
- Regina Roma (1982)
- L'Ami de Vincent (1983)
- Ave Maria (1984)
- Treasure Island (1985)
- Blockhaus USA (1986)
- La dame des dunes (1986)
- Last Song (1987)
- Dernier été à Tanger (1987)
- Cayenne Palace (1987)
- L'oeuvre au noir (1988)
- Moravagine (1989)
- Manden der ville være skyldig (1990)
- Haut bas fragile (1995)
- Nom de code: Sacha (2001)
- The Truth About Charlie (2002)
- Moi César, 10 ans 1/2, 1m39 (2003)
- Victoria (2008)